# James Durbin

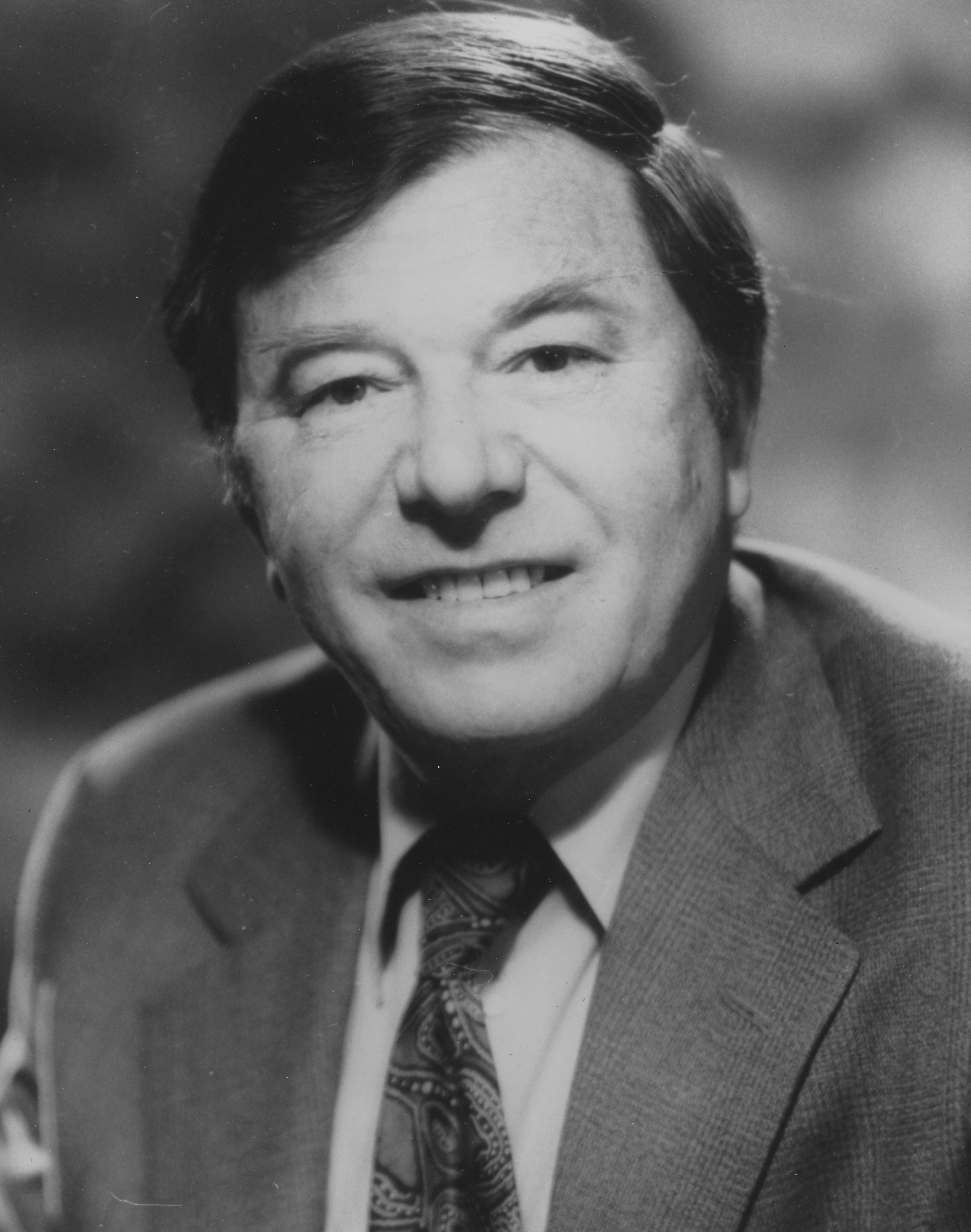
James Durbin

James Durbin (ur. 1923, zm. 2012) – brytyjski statystyk i ekonometryk, profesor Uniwersytetu Londyńskiego. Twórca testu Durbina, a także współtwórca (wspólnie z Normanem Levinsonem) algorytmu Durbina-Levinsona, rozkładu Durbina-Watsona (wspólnie z Geoffreyem Watsonem) i testu Durbina-Watsona. Laureat Medalu Guya (2008).